# 数术记遗

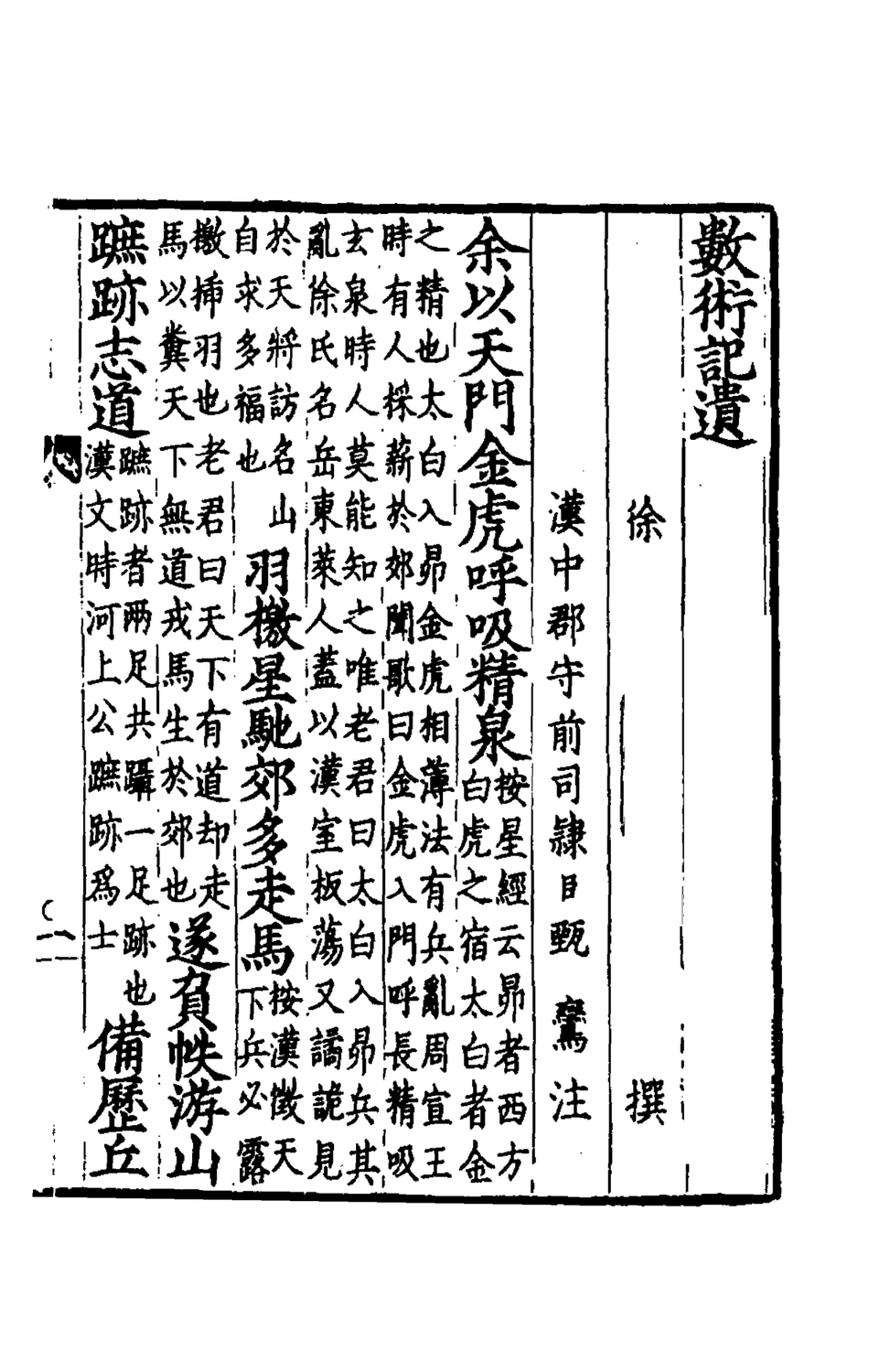

《数术记遗》又做《术数记遗》，共一卷，東漢徐岳撰，北周汉中郡守（此前曾任司隸）甄鸾註。唐朝列为明算科考试必读课本，得以传世。

## 内容

### 大数记法

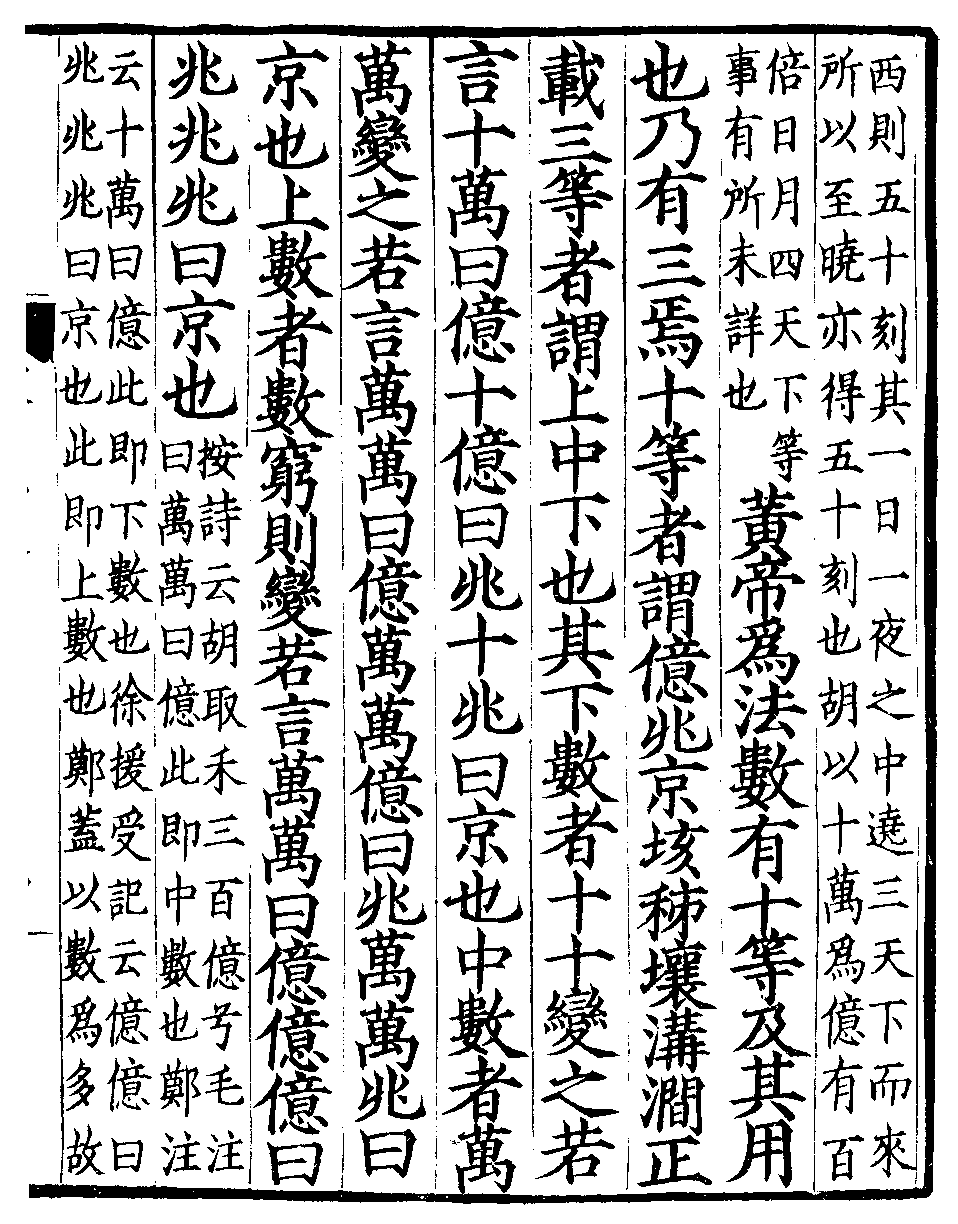
數術記遺 大數系統段

《数术记遗》最早记录中国古代关于大数的记法：
「黄帝为法，数有十等。及其用也，乃有三焉。十等者，亿、兆，京、垓、秭、壤、沟、涧、正、载。三等着，谓上、中、下也。其下数者。十十变之，若言十万曰亿，十亿曰兆，十兆曰京也。中数者，万万变之，若言万万曰亿、万万亿曰兆，万万兆曰京。上数者，数穷则变，若言万万曰亿，亿亿曰兆，兆兆曰京也。从亿至载，终于大衍。下数浅短，计事则不尽，上数宏阔，世不可用。故其传业，唯以中数耳。」

### 古算器

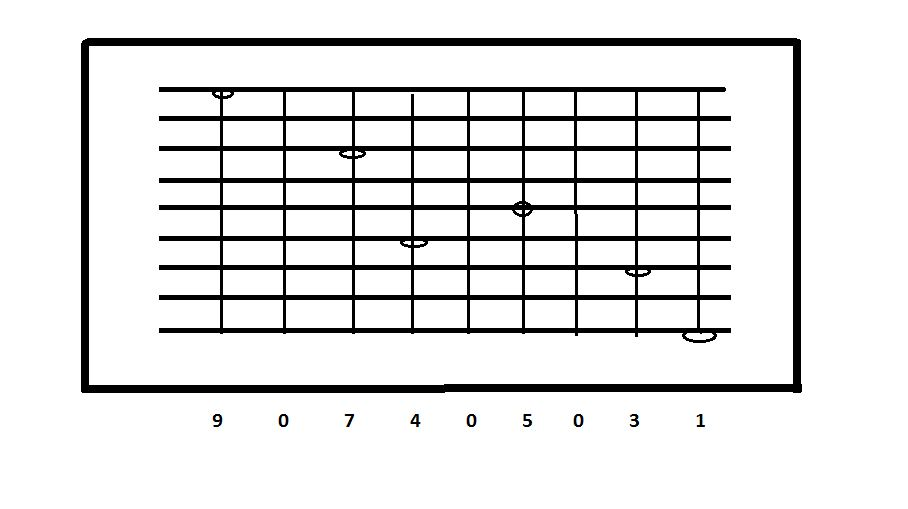
太一算盘

- 太一算：太一之行，来去九道。木板上横刻九道，竖柱上安放一颗珠，数由下到上。
- 两仪算：木板上横刻五道，竖道上安放两颗珠，上珠青色，下珠黄色。青珠至上而下，依次为5，6，7，8，9；黄珠由下而上，依次为1，2，3，4。
- 三才算：木板上横刻三道，竖为算位。上刻为天，中刻为地，下刻为人。用三颗珠子，天珠子青色，地珠子黄色，人珠白色。天珠在天为9，在地为6，在人为3。地珠在天为8，在地我5，在人为2。人珠在天为7，在地为4，在人为1。
- 五行算：以生兼生,生变无穷。北周甄鸾注:“五行之法:水玄生数一，火赤生数二，木青生数三，金白生数四，土黄生数五。今为五行算，色别九枚，以五行色数相配，为算之位。假令九亿八千七百六十五万四千三百二十一者，则以白算配黄为九亿，以青算配黄为八千，以赤算配黄为七百，以玄算配黄算为六十，以一黄算为五万，以一百算为四千，以一青算为三百，以一赤算为二十，以一玄算为一。”
- 八卦算：针刺八方，位阙从天。”北周甄鸾注：“为算之法，位用一针锋所指以定算位。数一从离起，指正南离为一，西南坤为二，正西兑为三，西北乾为四，正北坎为五，东北艮为六，正东震为七，东南巽为八。至九位阙，即在中央，竖而指天。”
- 九宫算：即二四為肩，六八為足，左三右七，戴九、履一，五居中央。五行參數者，設位之法依五行”。
- 运筹算：此法位別須算籌一枚，各長五寸。至一籌上各為五刻，上頭一刻近一頭刻之，其下四刻迭相去一寸，令去下頭亦一寸，入手取四指三問間，有三節初食指上節間為一位，第二節間為十位，第三節間為百位，至中指上節間為千位，中節間為萬位，下節間為十萬位，無名指上節間為百萬位，中為千萬位，下為億也。他皆傚此。至算刻近頭者一刻主五。其遠頭者一刻之別從下而起主一、主二、主三、主四若一、二、三、四頭則向下於掌中。中若具五則廻取上頭向掌中，故曰小往大來也。廻遊於手掌之間，故曰運於指掌也。
- 了知算：了算之法，一位为一了. 字。其了有三曲，其下股之末，内主一，外主九。下次第一曲，内主二，外主八。其第二曲，内主三，外主七；其第三曲，内主四，外主六。当了之之首独主五。
- 成数算：算之法位別須五色算一枚其一算之象頭各以黃色為本以生數也餘色為首其五行各配土為成數也水玄生數一成六火赤生數二成數七木青生數三成數八金白生數四成數九若以首向東及南為生數向西及北為成數假令有九億八千七百六十五萬四千三百二十一者以白算首向北為九億以青算首向西為八千以赤算首向北為七百以玄算首向西為六十以黃算一枚豎為五萬以白算首向東為二十以玄算首向南為一也故首向東向南為生數向西向北為成數故雲春夏生養秋收冬成也。
- 把头算：把頭之法，別須算二枚，一漫一齒。齿者一面刻為一，其一面為二，一面為三，其一面為四也。漫者為把头，即當五算。生齒者為把頭，一目當一算，故曰“以身當五目視四方也”。
- 龟算：為算之法，位別以龜，之四面為十二時，以龜首指寅為一，指卯為二，指辰為三，指巳為四，指午為五，指未為六，指酉為八，指戌為九，指亥為十。龜頭指亥、子、丑不以為數。故云遇冬則停也。
- 珠算：控帶四時，經緯三才。刻板為三分，其上下二分以停遊珠，中間一分以定算位，位各五珠，上一珠與下四珠色別，其上別色之珠當五，其下四珠珠各當一。至下四珠所領，故云“控帶四時”。其珠游於三方之中，故云“經緯三才也”。

### 面积测量
今有大水不知廣狹，欲不用算籌度而知之。假令於水北度之者，在水北置三表，南北相直各相去一丈。人在中表之北，平直相望水北岸，令三相直，即記南表相望直之處。其中表人目望處亦記之。又從中相望處直望水南岸，三相直。看南表相直之處亦記之。取南表二記之處高下，以等北表點記之。還從中表前望之所北望之。北表下記三相直之北，即河北岸也。又望上記三相直之處，即水南岸。中間則水廣狹也

### 不定分析
或問曰，今有雞翁一雙直五文，雞母一雙值四文，雞兒一文得四只，今有錢一百文，買雞大小一百只。問各幾何？答曰雞翁十五只，雞母一只，雞兒八十四只，合大小一百只
今有鸡翁一只直四文，雞母一只值三文，雞兒三只直一文，今有錢一百文，還買雞大小一百只。問各幾何？答曰：雞翁八只，雞母十四只雞儿七十八只，合一百只。

## 佛教与道教
甄鸾深受南朝道士陶弘景“三教合流”的影响。书中“倍倍变之”来自《华严经》；书中术语“刹那”、“婆罗”也来自佛经；“七水上尘为一兔毫上尘，七兔毫上尘为一羊毛上尘……”来自《楞伽经》。
书中“黄帝为法，数有十等……”引自道教人物郑玄，书中“大衍”一词出自《周易》。

## 版本
- 南宋 1212年 刻本，现为孤本，存北京大学图书馆。年文物出版社影印本 1980。
- 明万历《秘册汇函》胡震亨刻本
- 《四库全书》戴震校勘本。
- 戴震-孔继涵微波榭本校勘《算经十书》刻本
- 钱宝琮戴震-孔继涵微波榭本校勘《算经十书》，由中华书局刊行。
- 钱宝琮校勘《数术记遗》《李俨.钱宝琮科学史全集》卷4 407-417
- 郭书春 刘钝校勘本 辽宁教育出版社

## 外部連結
- 中國哲學書電子化計劃《數術記遺》 （页面存档备份，存于）